# Samorząd Regionu Ma’ale Josef
Samorząd Regionu Ma’ale Josef (hebr. מועצה אזורית מעלה יוסף, Mo'etza Azurit Ma’ale Josef; ang. Ma’ale Josef Regional Council) – samorząd regionu położony w Dystrykcie Północnym, w Izraelu.

## Położenie
Samorząd regionu jest położony w górzystej okolicy północno-zachodniej części Górnej Galilei przy granicy z Libanem, pomiędzy miastem Ma’alot-Tarszicha a miejscowością Szelomi.

### Podział administracyjny
Samorząd Regionu Ma’ale Josef jest położony w Poddystrykcie Akka, w Dystrykcie Północnym Izraela.

## Demografia
Samorząd regionu skupia 22 osady rolnicze, których mieszkańcami są w 97,1% Żydzi i 2,9% inni. Według danych Centralnego Biura Statystyki w 2011 roku w samorządzie mieszkało 24200 osób. Jest to populacja typowo wiejska. Według danych z 2010, przyrost naturalny w porównaniu do poprzedniego roku wyniósł 1,4%. W roku tym urodziło się 179 dzieci, a zmarło 35 osób. Całkowity przyrost naturalny wyniósł 144 osoby.
| Wiek (w latach) | Procent populacji w % |
| --------------- | --------------------- |
| 0 – 4           | 9,1                   |
| 5 – 9           | 9,1                   |
| 10 – 14         | 8,4                   |
| 15 – 19         | 7,3                   |
| 20 – 29         | 15,9                  |
| 30 – 44         | 20,9                  |
| 45 – 59         | 19,0                  |
| 60 – 64         | 3,9                   |
| 65 –            | 6,3                   |

## Historia
Po długich wiekach panowania osmańskiego w 1918 roku cała Palestyna w wyniku I wojny światowej znalazła się pod panowaniem Brytyjczyków, którzy utworzyli Mandat Palestyny. Tutejsze ziemie były wówczas całkowicie zdominowane przez ludność arabską. Z tego powodu żydowskie organizacje syjonistyczne napotykały na duże trudności przy wykupie gruntów, co uniemożliwiało rozwój osadnictwa żydowskiego. W wyniku arabskiego powstania w Palestynie (1936–1939) Brytyjczycy wznieśli w tym rejonie szereg fortów Tegart (obecnie posterunki policji lub bazy wojskowe Sił Obronnych Izraela). Przyjęta 29 listopada 1947 roku Rezolucja Zgromadzenia Ogólnego ONZ nr 181 przyznała ten obszar państwu arabskiemu. Gdy kilka dni później wybuchła wojna domowa w Palestynie, siły Arabskiej Armii Wyzwoleńczej rozpoczęły atakowanie żydowskich linii komunikacyjnych w całej Galilei. Po proklamacji niepodległości Izraela w maju 1948 roku wybuchła I wojna izraelsko-arabska. W maju 1948 roku Izraelczycy przeprowadzili operację „Ben-Ami”, podczas której wysiedlono część nadmorskich arabskich wiosek, zabezpieczając tamtejsze linie komunikacyjne. W lipcu 1948 roku przeprowadzono operację „Dekel”, a w październiku 1948 roku operację „Hiram”, w wyniku których usunięto arabskie siły z Galilei. Izraelska armia wysiedliła i zniszczyła wówczas liczne wsie arabskie w Galilei. Pomimo to tutejsze ziemie nadal pozostawały zdominowane przez Arabów.
Żydowskie osadnictwo w tej części Galilei rozpoczęło się dopiero w drugiej połowie XX wieku. Jako pierwszy został założony w czerwcu 1949 roku moszaw Elkosz. Zamieszkali w nim imigranci z Jemenu, do których później dołączyli imigranci z Kurdystanu. W zachowanych domach zniszczonej arabskiej wioski Tarbicha utworzono moszaw Szomera. Zamieszkali w nich imigranci z Węgier i Rumunii, jednak ciężkie warunki życia oraz duża izolacja w górzystym przygranicznym terenie spowodowały, że jeszcze tego samego roku osada została opuszczona. Krótko później byli członkowie paramilitarnej żydowskiej organizacji Irgun i prawicowej partii politycznej Herut utworzyli moszaw Hosen. W tym samym roku powstał także moszaw Me’ona, w którym zamieszkali imigranci z Afryki Północnej i Rumunii. Większość wiosek powstała w latach 50. i latach 60. XX wieku. Agencja Żydowska skierowała tutaj głównie nowych imigrantów z Azji i Afryki Północnej. W 1950 roku imigranci z Maroka odbudowali opuszczony moszaw Szomera, a imigranci z Jemenu utworzyli moszawy Curi’el i Goren. Nie mieli oni wcześniej żadnego doświadczenia w rolnictwie, a warunki życia były niezwykle ciężkie. Mieszkano w namiotach, a wodę najczęściej sprowadzano z dużej odległości. Z tego powodu osady te zostały opuszczone i ponownie zasiedlone później (w 1951 r. odbudowano Goren, a w 1952 r. w Curi’el zamieszkali imigranci z Maroka). W 1950 roku powstały także moszawy Ja’ara i En Ja’akow (zasiedlony przez imigrantów z Iraku). Ten ostatni został opuszczony i w 1953 roku dzięki straniom Agencji Żydowskiej odbudowany przez imigrantów z Iranu i Kurdystanu. W 1952 roku imigranci z Tunezji i Iranu założyli moszaw Awdon. W lutym 1955 roku imigranci z Maroka założyli moszaw Peki’in Chadasza. Celem jego powstania było wzmocnienie żydowskiej obecności w obszarze druzyjskiej miejscowości Peki’in. W 1960 roku został założony moszaw Ewen Menachem.
W 1963 roku powstał Samorząd Regionu Ma’ale Josef, początkowo pod nazwą Samorządu Regionu Ma'ale HaGalil. Gromadził on wówczas 14 osad wiejskich, a siedziba biur znajdowała się w moszawie Me’ona. W 1966 roku władze rozpoczęły realizację rządowego programu Sof Sof, którego celem było wzmocnienie żydowskiej obecności na granicy z Libanem. Siłami mieszkańców okolicznych osad utworzono w 1966 roku moszaw Netu’a, a rok później moszawy Zarit i Szetula. Ta ostatnia osada została jednak szybko opuszczona. W styczniu 1969 roku palestyńscy terroryści przeniknęli granicę i wysadzili jeden z opuszczonych domów położony na samej krawędzi moszawu. Ponownie zwróciło to uwagę na konieczność zasiedlenia tego pustego odcinka granicy, aby w ten sposób poprawić jego bezpieczeństwo. Podłączono więc wodę i energię elektryczną, a w marcu 1969 roku do moszawu przyjechali imigranci z Kurdystanu. W 1975 roku samorząd regionu przyjął obecną nazwę, na cześć wieloletniego dyrektora w Żydowskim Funduszu Narodowym, Josefa Weitza. W 1978 roku rozpoczęto realizację rządowego projektu Perspektywy Galilei, którego celem było wzmocnienie pozycji demograficznej społeczności żydowskiej na północy kraju. Powstał wtedy moszaw Lappidot, rok później wieś Mattat, a w 1980 roku moszaw Manot oraz wioski Abbirim, Gornot ha-Galil, Micpe Hilla i Gita. Ta ostatnia osada została jednak szybko opuszczona. Ponowne zasiedlenie wioski miało miejsce w 1993 roku. Zamieszkali w niej wówczas imigranci z krajów byłego ZSRR. Jako ostatnia, w 1998 roku, powstała wieś Newe Ziw. Do 1992 roku do Samorządu Regionu Ma’ale Josef należała wieś Haraszim, która później dołączyła do Samorządu Regionu Misgaw.
12 lipca 2006 roku w obszarze tym doszło do incydentu w Zarit-Szetula. Pod osłoną ostrzału rakietowego na moszaw Ewen Menachem oddział Hezbollahu zabił trzech i wziął do niewoli dwóch żołnierzy izraelskich. Odbywali oni rutynowy patrol granicy izraelsko-libańskiej. Kolejnych pięciu żołnierzy poniosło śmierć w trakcie nieudanej próby odbicia zakładników. Zniszczeniu uległ także czołg armii izraelskiej. Incydent doprowadził do wybuchu II wojny libańskiej, podczas której na tutejsze osady spadły liczne pociski rakietowe wystrzelone z południowego Libanu.

## Polityka
Władze administracyjne Samorządu Regionu znajdują się przy wiosce Gornot ha-Galil. Na oficjalnym godle samorządu widnieje wizerunek rozłożystego dębu. Oficjalna flaga jest w kolorze zielonym, z białym emblematem i napisami pośrodku.

## Osiedla
W 16 moszawach i 6 wsiach żyje tutaj ponad 9 tys. mieszkańców.
| Moszawy: - Awdon - Curi’el - En Ja’akow - Elkosz - Ewen Menachem - Goren - Chosen - Ja’ara | - Lappidot - Manot - Me’ona - Netu’a - Peki’in Chadasza - Szetula - Szomera - Zarit | Wioski: – Komunalne: - Abbirim - Gitta - Gornot ha-Galil - Mattat - Micpe Hilla - Newe Ziw |

## Edukacja
We wszystkich osadach znajdują się przedszkola, natomiast szkoła podstawowa jest w moszawie Me’ona. Dzieci są także dowożone do szkoły podstawowej w moszawie Becet i szkoły średniej przy kibucu Kabri (Samorząd Regionu Matte Aszer)

## Turystyka
Tutejszą atrakcją turystyczną są okoliczne wzgórza porośnięte naturalnymi lasami. Są to popularne tereny do przejażdżek konnych lub pieszych wędrówek po rezerwacie przyrody strumienia Becet i rezerwacie przyrody strumienia Keziw. Największą tutejszą atrakcją są położone w pobliżu ruiny zamku Montfort.

## Gospodarka
Większość tutejszych osad spełnia funkcje mieszkalne, a ich mieszkańcy dojeżdżają do pracy w okolicznych strefach przemysłowych. Tylko niewielka liczba mieszkańców utrzymuje się z działalności typowo rolniczej, usług lub obsługi ruchu turystycznego. Według danych z 2010 przeciętne miesięczne wynagrodzenie pracowników w Samorządzie Regionu Ma’ale Josef wynosiło 7604 szekli (średnia krajowa: 7522 ILS).

## Transport
Przez region przechodzi kilka głównych dróg. Z zachodu na wschód przebiega droga nr 89 i droga nr 899. Łączą się one z biegnącą z północy na południe drogą nr 70. W 2010 roku w regionie znajdowało się 4349 zarejestrowanych pojazdów mechanicznych, w tym 3242 samochodów. W ciągu tego roku doszło do trzech wypadków drogowych.